# Contea di Dakota (Nebraska)
La contea di Dakota (in inglese Dakota County) è una contea dello Stato del Nebraska, negli Stati Uniti. La popolazione al censimento del 2000 era di 20 253 abitanti. Il capoluogo di contea è Dakota City.